# RMS Laurentic (1927)
«RMS Laurentic» — пассажирский лайнер, второе одноимённое судно, построенное на верфи «Harland and Wolff» для компании «White Star Line». Лайнер служил компании с 1927 по 1936 год. За это время он дважды попадал в аварии. Во время Второй мировой войны был переоборудован во вспомогательный крейсер для ВМС Великобритании. 3 ноября 1940 года у Гуидора, графство Донегол, Ирландия, был торпедирован немецкой подлодкой U-99. После первой атаки судно ещё оставалось на плаву, вторая его потопила. В результате крушения погибло 49 человек. Это был второй «Laurentic» в истории — первый погиб от торпеды во время Первой мировой войны.

## История

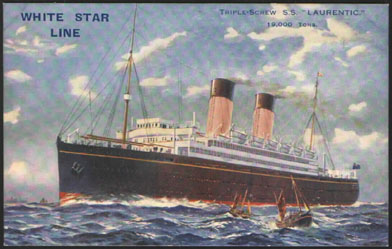
Открытка с изображением Laurentic

«Laurentic» был построен на верфи «Harland and Wolff» в Белфасте, заводской номер 470. Спущенный на воду 16 июня 1927 года, он стал последним судном компании, использующим уголь и турбину низкого давления. Строительство лайнера было завершено 1 ноября 1927 года.
12 ноября лайнер сделал свой первый рейс между Ливерпулем и Нью-Йорком. 27 апреля 1928 года лайнер был переведен на маршрут «Ливерпуль — Квебек — Монреаль», где и оставался до войны. В январе 1931 года ожидалось, что лайнер будет совершать средиземноморские круизы, но Великая депрессия этому помешала и на средиземноморской линии остался другой корабль компании «RMS Homeric».
«Laurentic» за свою карьеру в аварии попадал два раза: 3 октября 1932 года он столкнулся с сухогрузом «Lurigethen» компании «HE Moss Line3». Жертв не было. Второе столкновение произошло 18 августа 1935 года с лайнером «Napier Star» компании «A.P. Moller-Maersk Group». Погибло шесть человек.

## Военная служба и гибель
В 1934 году компании «White Star Line» и «Cunard» объединились, что сказалось на карьере лайнера. В 1939 году судно было реквизировано для нужд флота и превращено во вспомогательный крейсер с обозначением «HMS Laurentic» (F 51). 3 ноября 1940 года «HMS Laurentic» был торпедирован подводной лодкой U-99 (командир капитан-лейтенант Отто Кречмер). Первая торпеда попала в район машинного отделения, вторая не взорвалась, третья попала в первую пробоину. Перезарядив торпедные аппараты, U-99 выпустила четвёртую торпеду, которая попала в корму. Сдетонировал боезапас глубинных бомб. В течение нескольких минут «HMS Laurentic» осел на корму и затонул. Из 416 человек экипажа 49 погибли.